# Llista de places de deu
Una plaça de deu (plaça castellera de deu o plaça de castells de deu) és una plaça, carrer o indret on s'han carregat i/o descarregat castells de deu pisos d'alçada. De vegades, les colles que per primera vegada fan castells d'aquesta alçada en una plaça on no se n'hi havien fet mai reben un reconeixement per la fita assolida amb una placa commemorativa que se sol col·locar en alguna paret de la plaça.

## Història
Les construccions castelleres més difícils d'assolir en l'actualitat són les que tenen consideració de "castells de 10 pisos". Aquests són, per antonomàsia, el 3 de 10 amb folre i manilles i el 4 de 10 amb folre i manilles, és a dir, les dues construccions de la gamma de la gamma bàsica de 10. Segons la Taula de puntuacions del Concurs de Castells, els castells de 9 sense folre són equiparables als castells de 10, per tant, també ho són considerats el 4 de 9 sense folre, el 2 de 8 sense folre i el 2 de 9 sense manilles.
Durant la primera època d'or dels castells no hi ha documentat cap intent de castell de 10 pisos (3 i 4 de 10fm). Però després d'una dura decadència del món casteller, amb una assiduïtat a les places i a les poblacions, les colles castelleres van tornar a sortir regularment. En l'actualitat, en el marc de la segona època d'or dels castells, s'han assolit i descarregat unes estructures del mateix nivell que abans, però també s'han descarregat construccions de deu pisos.
Fina ara, quatre colles han descarregat castells de 10 pisos, en aquest cas, el 3d10fm. Per aquest ordre: Minyons de Terrassa, Castellers de Vilafranca, Colla Vella dels Xiquets de Valls i Colla Jove Xiquets de Tarragona. Les tres primeres, a més, també han descarregat el 4d10fm.
Les primeres poblacions en veure'ls són, per descomptat, a la Zona Tradicional i a les ciutats de les colles de 10. Però més endavant, i com a testimoni de l'expansió del món casteller, altres places i poblacions veuen els seus primers castells de 10 pisos. En l'actualitat, són 12 les places que han vist, com a mínim, un castell de 10 pisos descarregat.

## Llista de places de deu
A continuació es mostra una taula de les poblacions i places on s'ha assolit (carregat o descarregat), com a mínim, un castell de 10 pisos. Tan sols es compten el 3 de 10 fm i el 4 de 10 fm (les places que han vist el 4d10fm també han vist el 3d10fm). Van per ordre d'antiguitat, i la taula inclou la plaça, el dia, la població, la comarca, la diada, la colla i el primer castell de 10 d'aquell indret.
| Número | Plaça               | Població               | Comarca           | Diada                                        | Data                   | Colla castellera                  | Castell    |
| ------ | ------------------- | ---------------------- | ----------------- | -------------------------------------------- | ---------------------- | --------------------------------- | ---------- |
| 1      | Plaça de la Vila    | Vilafranca del Penedès | Alt Penedès       | Diada castellera                             | 15 de novembre de 1998 | Castellers de Vilafranca          | 3d10fm (c) |
| 2      | Plaça Vella         | Terrassa               | Vallès Occidental | XX Diada dels Minyons                        | 22 de novembre de 1998 | Minyons de Terrassa               | 3d10fm     |
| 3      | Plaça de Braus      | Tarragona              | Tarragonès        | XVIII Concurs de Castells                    | 08 d'octubre de 2000   | Colla Vella dels Xiquets de Valls | 3d10fm (c) |
| 4      | Raval de Montserrat | Terrassa               | Vallès Occidental | XXIV Diada dels Minyons                      | 17 de novembre de 2002 | Minyons de Terrassa               | 3d10fm     |
| 5      | Plaça del Vi        | Girona                 | Gironès           | Fires i Festes de Sant Narcís                | 26 d'octubre de 2014   | Minyons de Terrassa               | 3d10fm     |
| 6      | Plaça de la Font    | Tarragona              | Tarragonès        | Primer diumenge de Festes de Santa Tecla     | 20 de setembre de 2015 | Castellers de Vilafranca          | 3d10fm (c) |
| 7      | Parc de Sant Jordi  | Terrassa               | Vallès Occidental | Diada castellera de la Nova Atenes           | 11 d'octubre de 2015   | Minyons de Terrassa               | 3d10fm     |
| 8      | Plaça del Blat      | Valls                  | Alt Camp          | Santa Úrsula                                 | 25 d'octubre de 2015   | Colla Vella dels Xiquets de Valls | 3d10fm (c) |
| 9      | Plaça de la Vila    | Vilanova i la Geltrú   | Garraf            | Diada de Festa Major de Vilanova i la Geltrú | 30 de juliol de 2016   | Castellers de Vilafranca          | 3d10fm     |
| 10     | Plaça de la Vila    | L'Arboç                | Alt Penedès       | Diada de Festa Major                         | 28 d'agost de 2016     | Castellers de Vilafranca          | 3d10fm     |
| 11     | Plaça de Sant Jaume | Barcelona              | Barcelonès        | Festa Major de la Mercè                      | 25 de setembre de 2016 | Minyons de Terrassa               | 3d10fm     |
| 12     | Plaça Vella         | El Vendrell            | Baix Penedès      | Festa Major de Santa Teresa                  | 16 d'octubre de 2016   | Colla Jove Xiquets de Tarragona   | 3d10fm     |
| 13     | Plaça del Mercadal  | Reus                   | Baix Camp         | Diada del Mercadal                           | 7 d'octubre de 2017    | Colla Vella dels Xiquets de Valls | 4de10fm    |